# Челебикьой
Челебикьой (на гръцки: Αρχοντικά, Архондика)е село в Гърция, разположено на територията на дем Козлукебир (Ариана), област Източна Македония и Тракия.

## История
Според статистиката на Любомир Милетич към 1912 година в Челебикьой живеят 85 помашки семейства.